# Parque de conservación Talisker

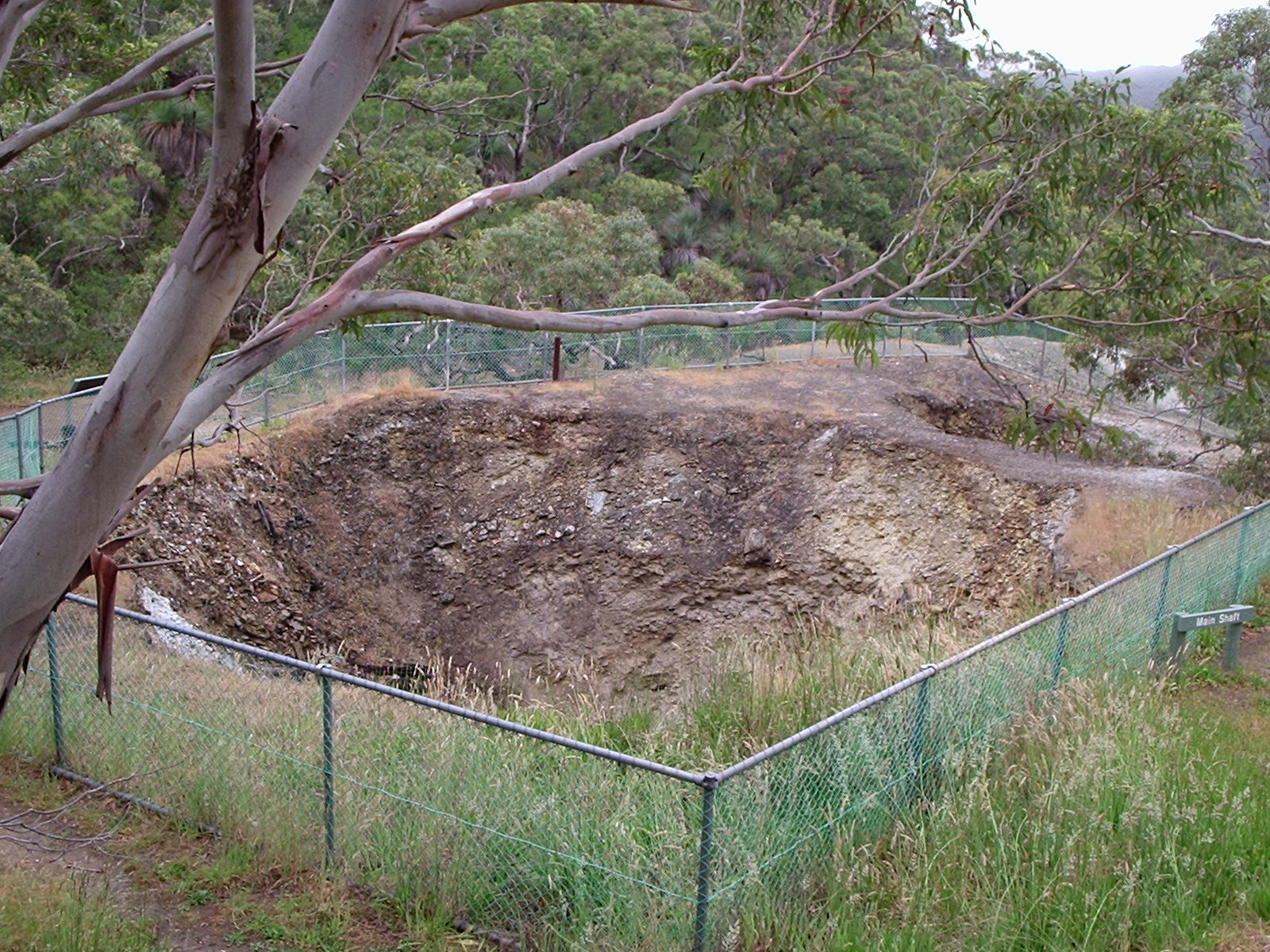

El Parque de Conservación Talisker  se encuentra en el área suroeste de la península de Fleurieu, Australia Meridional. Se encuentra cerca del poblado de Cape Jervis y adyacente al Parque de Conservación Arroyo Profundo. El parque tiene un área de 212 ha.

## Historia
Talisker se convirtió en un parque de conservación en 1976 después de un período 104 años de intermitente actividad minera en el área. El parque debe su nombre a los dos hermanos McLeod que descubrieron un afloramiento de mineral de plata y plomo mientras buscaban oro en 1862. La compañía minera Talisker se formó el mismo año y empleó a veinte mineros para extraer el mineral de una de las vetas de mineral llamada el «Talisker de Escocia» en honor a la tierra natal de los hermanos, la isla de Skye.
35°37′20″S 138°9′8″E / -35.62222, 138.15222
- Datos: Q3083587
- Multimedia: Talisker Conservation Park / Q3083587